# Florentin Crihălmeanu
Florentin Crihălmeanu (ur. 17 września 1959 w Jassach, zm. 12 stycznia 2021 w Klużu-Napoce) – rumuński duchowny greckokatolicki, biskup eparchii Klużu-Gherli w latach 2002–2021.

## Życiorys
Po zdaniu matury w 1979 zapisał się na studia do Wydziału Techniki Politechniki w Klużu-Napoce, które ukończył w 1984. W 1986 rozpoczął potajemne studia teologiczne. 8 września 1990 otrzymał święcenia diakonatu, zaś następnego dnia święcenia kapłańskie. W tym samym roku podjął studia teologiczne na Papieskim Uniwersytecie Urbaniana, uwieńczone licencjatem w 1994. Inkardynowany do eparchii Klużu-Gherli, po powrocie został jej wikariuszem generalnym i ojcem duchownym miejscowego seminarium.

### Episkopat
W 1996 synod Rumuńskiego Kościoła Greckokatolickiego wybrał go na biskupa pomocniczego eparchii Klużu-Gherli.
6 listopada 1996 papież Jan Paweł II zatwierdził ten wybór i wyznaczył mu stolicę tytularną Silli. Sakry biskupiej udzielił mu w Rzymie 6 stycznia 1997 sam papież.
18 lipca 2002 papież zatwierdził jego wybór na biskupa eparchii Klużu-Gherli. Intronizacja odbyła się 6 sierpnia 2002.
W 2005 otrzymał tytuł doktorski na Papieskim Uniwersytecie Urbaniana.
Zmarł 12 stycznia 2021 na COVID-19.